# Taillet
Taillet (em catalão:  Tellet) é uma comuna francesa na região administrativa da Occitânia, no departamento dos Pirenéus Orientais. Estende-se por uma área de 10.02 km², e possui 104 habitantes, segundo o censo de 2018, com uma densidade de 10 hab/km².